# نيل كلارك
نيل كلارك (بالإنجليزية: Neil Clarke)‏ هو صحفي أمريكي، ولد في 1966 في نيوجيرسي في الولايات المتحدة.